# Presto io e te/Gente di mare
Presto io e te/Gente di mare è un singolo del cantautore italiano Umberto Tozzi, pubblicato su vinile a 45 giri nel 1991.
Il primo brano è estratto dall'album Gli altri siamo noi, il secondo è una registrazione live di un duetto con Raf.